# IPhone OS 3
iPhone OS 3, rinominato iOS 3 quando è stato aggiunto il supporto per l'iPad con iOS 3.2, è la terza versione per dispositivi mobile iOS, sviluppata dalla Apple Inc. e successore di iPhone OS 2. È stato pubblicato il 17 giugno 2009 e aggiunge molto funzionalità, come, ad esempio, il copia e incolla e gli MMS. Non tutte le novità erano supportate dall'iPhone 2G. Tutti i dispositivi con iPhone OS 2 installato erano aggiornabili a questa versione di iOS e l'ultima versione supportata dal primo iPhone è stata iPhone OS 3.1.3. L'iPad è stato introdotto con iPhone OS 3.2 e l'ultima versione di questo sistema operativo è stata la 3.2.2.

## Storia

### Aggiornamenti

#### 3.0.1
iPhone OS 3.0.1 è stato pubblicato il 17 giugno 2009 come primo aggiornamento di iPhone OS 3. Ha lo scopo di correggere un bug: una vulnerabilità presente negli SMS.

#### 3.1
iPhone OS 3.1 è stato pubblicato il 9 settembre 2009. Esso porta una maggiore velocità nelle funzioni principali del dispositivo e la possibilità di salvare i videoclip tagliati come una copia dell'originale.

#### 3.1.2
iPhone OS 3.1.2 è stato pubblicato l'8 ottobre 2009. L'aggiornamento risolveva alcuni bug minori.

#### 3.1.3
iPhone OS 3.1.3 è stato pubblicato il 2 febbraio 2010, correggendo alcuni errori. È anche l'ultima versione che supporta l'iPhone 2G e l'iPod touch di prima generazione.

#### 3.2
iPhone OS 3.2 è stato pubblicato il 3 aprile 2010 solo per iPad (Wi-Fi e Wi-Fi + Cellular). Viene introdotta la nuova funzione "Apri con...", oltre alla correzione di bug.

#### 3.2.1
iPhone OS 3.2.1 è stato pubblicato il 15 luglio 2010. L'aggiornamento, disponibile solo per iPad (Wi-Fi e Wi-Fi + Cellular), migliora la connettività Wi-Fi e aggiunge Bing come motore di ricerca su Safari.

#### 3.2.2
iPhone OS 3.2.2 è stato pubblicato l'11 agosto 2010, solo per iPad, correggendo una falla di sicurezza nei file PDF.

## Funzionalità

### Taglia, copia e incolla
iPhone OS 3 introduce le funzioni Taglia, Copia e Incolla, una funzionalità di sistema che permette all'utente di tagliare, copiare o incollare un testo attraverso un doppio tocco su di esso.

### Spotlight
Spotlight è una funzione che permette di indicizzare e cercare documenti o funzionalità all'interno di iPhone OS 3. Questa novità permette all'utente di cercare tutto ciò che è presente all'interno dell'iPhone, come i contatti, le mail, i calendari, le foto e i video, le applicazioni e altri contenuti. È possibile accedere a Spotlight scorrendo da sinistra a destra sulla schermata Home.

### Messaggi
L'applicazione Text è stata rinominata per la prima volta in Messaggi. Il cambio del nome è dovuto al fatto che ora l'applicazione supporta gli MMS, oltre agli SMS, permettendo all'utente di inviare e ricevere immagini, contatti, registrazioni vocali e video messaggi.
Altri cambiamenti apportati all'applicazione sono il supporto alle vCard e a Taglia, Copia e Incolla, oltre alla possibilità di eliminare o inviare più messaggi in una sola volta.

### Telefono
La sezione delle chiamate recenti ora mostra più dettagli ed è ora possibile modificare i contatti direttamente da essa.

### Foto e Fotocamera
L'applicazione Fotocamera ora offre la possibilità di registrare video e l'autofocus, funzionalità che permette di mettere a fuoco oggetti o persone quando l'utente preme su di esse. Questa novità era solo disponibile per l'iPhone 3GS.
Il menu Opzioni dell'applicazione Foto è stato modificato. È stato aggiunto il bottone Copia e la possibilità di eliminare più foto alla volta. L'interfaccia inoltre è stata ridisegnata.

### Memo Vocali
iPhone OS 3 aggiunge l'applicazione Memo Vocali. L'applicazione permette all'utente di registrare dei memo.

### Altre funzionalità

#### Schermata Home
iPhone OS 3 incrementa il numero di pagine della schermata Home a 11, permettendo di avere un totale di 180 applicazioni.

## Dispositivi supportati

### iPhone
- iPhone 2G
- iPhone 3G
- iPhone 3GS

### iPod touch
- iPod touch 1G
- iPod touch 2G
- iPod touch 3G

### iPad
- iPad 1

## Changelog

### iPhone OS 3.0
- Ora è possibile effettuare ricerche nel proprio iPhone
- Ora è possibile tagliare, copiare e incollare
- Ora è possibile inviare foto, contatti, documenti audio e posizione via MMS
- Ora è possibile leggere e comporre email e SMS in modalità landscape
- Ora è possibile registrare Memo Vocali.
- Possibilità di usare l'applicazione Borsa anche in orizzontale per l'analisi delle quotazioni
- Possibilità di accesso alla libreria iPod da applicazioni di terze parti
- Google Maps utilizzabile da altre applicazioni
- Bluetooth Stereo A2DP e possibilità di inviare e ricezione file
- Inviare immagini multiple con le Mail
- Utilizzare iPhone 3G come modem 3G per PC e Mac (Tethering)
- Funzionalità "Shake to Shuffle" per la funzione iPod
- Informazioni Push che consentono di visualizzare notifiche senza lanciare l'applicazione corrispondente, per esempio applicazioni di Instant Messaging (soluzione di Apple per non tenere le applicazioni attive in Background)

Nella versione 3.0, oltre alle applicazioni incluse nella versione 2.2, sono presenti un'applicazione per il controllo vocale, la cattura di video con possibilità di editing (tagliare l'inizio e/o la fine del clip), una bussola digitale e una nuova funzione che consente di eseguire ricerche all'interno di tutto il contenuto del dispositivo.

### iPhone OS 3.0.1
- Risolta una vulnerabilità relativa agli SMS
- Risolti vari bug

### iPhone OS 3.1
- Possibilità di salvare i video clip editati come copia
- Estensione del Voice Control ai dispositivi Bluetooth
- Abilitazione degli MMS per default
- Vibrazione in caso di risistemazione delle icone nella schermata principale
- Controllo anti-frode in Safari
- Miglioramenti nei tempi di accensione/spegnimento del dispositivo e di avvio delle applicazioni
- Miglioramenti legati a OpenGL e Quartz
- Nuove API per l'accesso e l'editing dei clip video
- Compatibilità con la funzione di organizzazione delle applicazioni direttamente in iTunes 9
- Funzione Genius abilitata anche nell'App Store

### iPhone OS 3.1.2
- Risolto un problema che impediva il risveglio del dispositivo dallo sleep
- Risolti vari bug

### iPhone OS 3.1.3
- Migliora l'accuratezza del livello di batteria riportato sull'iPhone 3GS
- Risolve problemi che causano in alcuni casi la mancata esecuzione di applicazioni di terzi
- Corregge errori che possono provocare l'arresto anomalo di un'applicazione durante l'uso della tastiera giapponese Kana

### iPhone OS 3.2
- Introdotto il menu "Apri con..." che permette di aprire un file in un'applicazione che lo supporta
- Supporto per l'iPad

### iPhone OS 3.2.1
- Migliorata la connettività Wi-Fi
- Risolto il problema che impediva il copia e incolla di una singola pagina di PDF quando allegato in una mail
- Rilevato il problema che potrebbe causare il blocco della riproduzione di un video
- Migliorato il video-out quando si usa il connettore iPad Dock con un adattatore VGA
- Aggiunto Bing tra i motori di ricerca di Safari

### iPhone OS 3.2.2
- Risoluzione di problemi di sicurezza associati alla visualizzazione di un file PDF con codice maligno